# Salvador Jordana i Buch
Salvador Jordana i Buch   (Barcelona, 1806 - Canet de Mar, 1855) fou un organista i compositor català. Procedent de Barcelona, consta entre els membres de la comunitat de preveres canetencs del 1853. El 1829, ja era organista de la parròquia de Sant Pere i Pau de Canet, on va romandre fins a traspassar el 1855.

## Obres
- Absolta (per a 4 veus i instruments)[3][4]